# Vörösnyakú szarvascsőrű

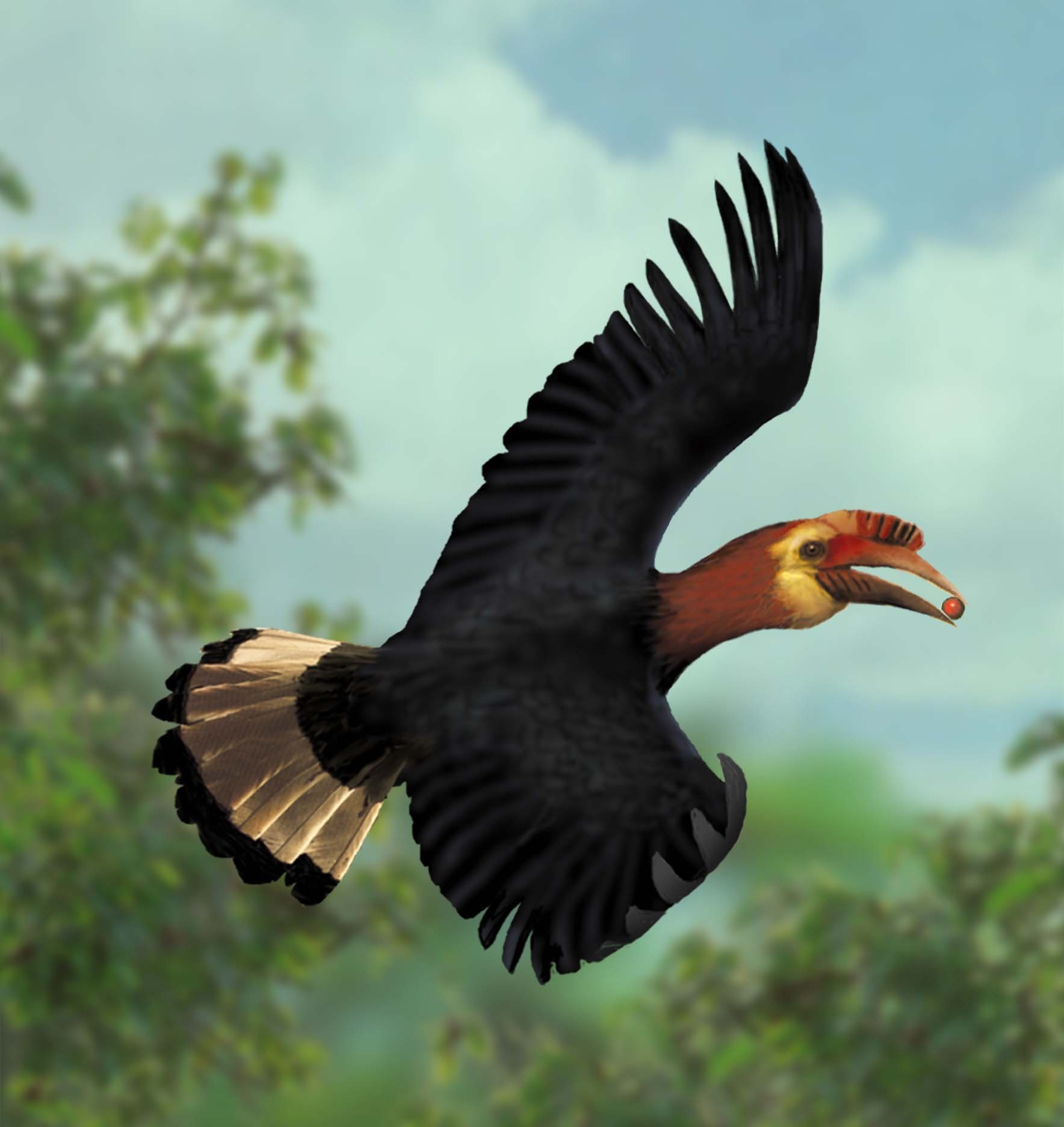

A vörösnyakú szarvascsőrű (Aceros waldeni) a madarak osztályának szarvascsőrűmadár-alakúak (Bucerotiformes) rendjébe és a szarvascsőrűmadár-félék (Bucerotidae) családjába tartozó faj.
A sárganyakú szarvascsőrű (Aceros leucocephalus) közeli rokon faja, korábban csak annak alfajaként tartották számon.

## Előfordulása
A faj a Fülöp-szigetek csak ott élő, endemikus faja. Élőhelye a Nyugati-Viscaya szigetek nagyobb tagjai levő síksági és hegyvidéki esőerdeiben van. Eredetileg Panay, Negros és Guimaras szigetén is élt, az utolsóról mára kihalt.

## Megjelenése
A vörösnyakú szarvcsőrű közepes méretű szarvascsőrű faj, körülbelül 60–65 cm hosszú és 1-1,5 kilogramm súlyú madár.
Tollazata a testén fekete, a farkán széles krémszínű szalaggal. A hím feje vörösesbarna, arca és torokzacskója sárgás. Csőre fénylő tűzvörös, rajta viszonylag kicsi, csak a csőr 2/3-át fedő szaruképlettel.
A tojó teste szintén fekete, de ellentétben a hím világos arcával, a tojó feje és nyaka is fekete. Arca és torokzacskója, mely a hímnél sárgás, a tojónál türkizkék.

## Szaporodása
Szaporodási szokásai nem teljesen ismertek, feltehetően hasonlít a többi szarvascsőrű faj szokásaira. A tojó faodúba zárkózik be a tojásrakás és költés idejére. Ezen időszak alatt a hím táplálja a tojót és a fiókákat.

## Életmódja
Táplálékát főként gyümölcsök, fügék és rovarok alkotják.

## Természetvédelmi helyzete
A vörösnyakú szarvascsőrű az egyik legritkább faj a szarvascsőrűmadár-félék családján belül. Összállományát 1998-ban 60-80 pár körülire becsülték. Ezek zöme Panay szigetén él. A faj megritkulásának fő oka a húscélú vadászaton túl egyértelműen az erdőirtás. 1998-ra a Panay és Negros szigetének korábban szinte teljes felszínét borító esőerdőknek Panayon csak a 4%-a, míg Negroson a 8%-a maradt csak meg. Ezeknek is csak nagyjából 10%-a, összesen csak mintegy 144 km² fekszik csak a faj élőhelyét jelentő 1000 méteres tengerszint feletti magasság alatt. A nagyarányú erdőirtáson túl az illegális vadbefogás is fenyegeti a faj létét, mivel dekoratív megjelenése és ritka volta miatt keresett faj a feketepiacon.
Mindezek miatt a Természetvédelmi Világszövetség Vörös Listáján a „kihalóban” levő kategóriába sorolja a fajt.

## Fordítás
- Ez a szócikk részben vagy egészben  a   Panayhornvogel című német Wikipédia-szócikk ezen változatának fordításán alapul.  Az eredeti cikk szerkesztőit annak laptörténete sorolja fel. Ez a jelzés csupán a megfogalmazás eredetét és a szerzői jogokat jelzi, nem szolgál a cikkben szereplő információk forrásmegjelöléseként.